# Eyes fully open
Eyes fully open is een studioalbum van Bauer. Tijdens de opnamen van dit album in zijn Little Brill Room in Amsterdam, bestond de band eigenlijk alleen uit Berend Dubbe. Hij schakelde per lied medemusici in. Het album kent een relatief korte speelduur, omdat het ook op elpee werd uitgebracht. Het album is opgedragen aan Bé Dubbe, de vader van Berend. De muziek ademt de sfeer van de jaren zestig en zeventig.
Dubbe hield het na zijn album met het Metropole Orkest voor gezien in de platenwereld. Bovendien zag hij steeds meer op tegen optredens. Hij bleef muziek schrijven voor films en reclames. Hij was tevens de stem achter Net5. Toch begon hij in 2008 al met de opnamen die uiteindelijk zouden leiden tot Eyes fully open (Dubbe: "Ik heb gewoon alle tijd genomen"). 

## Musici
- Berend Dubbe – alle muziekinstrumenten, behalve
- Gert-Jan Blom – basgitaar op A1, A3, B4
- Carol van Dijk – achtergrondzang op A3 (Bettie Serveert)
- Menno Klijn – gitaar op B4
- Fred Rosenkamp – gitaar op A1
- Peter Visser – gitaar op A3 (Bettie Serveert)
- Gwen Thomas[1] – achtergrondzang op A1, A2, A4, A5, B2, B3; dwarsfluit op A1, basgitaar op A2, percussie op A4, klavecimbel op A4, stringsynthesizer op A4, B1, blaasinstrumenten op B1, synthesizers op A4, B1 en enkele arrangementen voor zang

## Muziek
| Nr. | Titel              | Duur |
| --- | ------------------ | ---- |
| 1.  | The alchemist      | 4:25 |
| 2.  | My room, my house  | 3:44 |
| 3.  | Under the L        | 3:49 |
| 4.  | Little island song | 3:15 |
| 5.  | Night train        | 3:59 |

| Nr. | Titel                | Duur |
| --- | -------------------- | ---- |
| 1.  | Evergreen            | 3:26 |
| 2.  | I will keep you warm | 3:29 |
| 3.  | Snow                 | 4:26 |
| 4.  | Waterfall            | 4:44 |
| 5.  | Fancy friends        | 3:54 |

Na het verschijnen van het album ging Bauer op een korte tournee met Berend Dubbe (zang), Gwen Thomas (bas en zang), Fred Bosch (gitaar), Bas Bouma (drums uit de band Sinas), Maarten Helsloot (toetsinstrumenten, ook uit Sinas), Menno Klijn (gitaar) en David Lukács (klarinet en saxofoon). Het album werd ten doop gehouden op 13 oktober 2016 in de Tolhuistuin.